# Prix littéraires 1996
Liste des prix littéraires décernés au cours de l'année 1996 :

## Prix internationaux
- Prix Nobel de littérature : Wisława Szymborska (Pologne)[1]
- Grand prix de littérature du Conseil nordique : Øystein Lønn (Norvège) pour Hva skal vi gjøre i dag og andre noveller[2]
- Grand prix littéraire d'Afrique noire : Abdourahman A. Waberi (Djibouti) pour Cahier nomade[3]. Hors-concours : Léopold Sédar Senghor (Sénégal) pour l'ensemble de son œuvre.
- Prix littéraire international de Dublin : David Malouf (Australie) pour Remembering Babylon (Je me souviens de Babylone)
- Prix Carbet de la Caraïbe et du Tout-Monde : Félix Morisseau-Leroy (Haïti) pour l'ensemble de son œuvre
- Prix des Mascareignes : Carl de Souza (Maurice) pour La maison qui marchait vers le large
- Prix Tropiques : Annie Cohen (France) pour Le Marabout de Blida et Hervé Rakoto-Ramiarantsoa (d)  pour Chair de la terre, œil de l'eau : Paysanneries et recompositions de campagnes en Imerina, Madagascar
- Neustadt International Prize for Literature : Assia Djebar (Algérie)

## Allemagne
- Prix Georg-Büchner :  Sarah Kirsch
- Prix Friedrich Hölderlin (Bad Homburg) : Martin Walser

## Belgique
- Prix Victor-Rossel (Belgique) : Caroline Lamarche, pour Le Jour du chien

## Canada
- Grand prix du livre de Montréal : Yvon Rivard pour Le Milieu du jour
- Prix Athanase-David : Monique Bosco
- Prix du Gouverneur général :
  - Catégorie « Romans et nouvelles de langue anglaise » : Guy Vanderhaeghe pour The Englishman's Boy
  - Catégorie « Romans et nouvelles de langue française » : Marie-Claire Blais pour Soifs
  - Catégorie « Poésie de langue anglaise » : Edward D. Blodgett pour Apostrophes: Woman at a Piano
  - Catégorie « Poésie de langue française » : Serge Patrice Thibodeau pour Le Quatuor de l'errance suivi de La Traversée du désert
  - Catégorie « Théâtre de langue anglaise » : Colleen Wagner pour The Monument
  - Catégorie « Théâtre de langue française » : Normand Chaurette pour Le Passage de l'Indiana
  - Catégorie « Études et essais de langue anglaise » : John Ralston Saul pour The Unconscious Civilization
  - Catégorie « Études et essais de langue française » : Michel Freitag pour Le Naufrage de l'université - Et autres essais d'épistémologie politique
- Prix Giller : Margaret Atwood pour Captive (Alias Grace)
- Prix Jean-Hamelin : Louise Simard pour Le Médaillon dérobé
- Prix Robert-Cliche : Danielle Roy pour Un Cœur farouche

## Chili
- Prix national de Littérature : Miguel Arteche (es) (1926-2012)

## Corée du Sud
- Prix de l'Association des poètes coréens : Yi Geon-cheong pour 코뿔소를 찾아서
- Prix Daesan
  - Catégorie « Poésie » : Chong Hyon-jong pour Les arbres du monde
  - Catégorie « Roman » : Lee Ho-cheol pour Le sud et le nord
  - Catégorie « Drame » : Lee Kang-baek pour Journal de voyage à Yeongweol
  - Catégorie « Traduction » : Kim Mi-hye et Silvia Bräsel  pour Windbestattun
- Prix Dong-in : Lee Soon-won pour 수색, 어머니 가슴속으로 흐르는 무늬
- Prix de littérature contemporaine (Hyundae Munhak)
  - Catégorie « Poésie » : Kim Cho-hye pour 만월
  - Catégorie « Roman » : Yang Gui-ja pour 곰 이야기
  - Catégorie « Critique » : Oh Saeng-geun pour 평론「숨결과 웃음의 시학
- Prix Gongcho : Kim Yeo-jeong pour 호박덩이
- Prix Jeong Ji-yong : Lee Si-young pour 마음의 고향.6 -初雪
- Prix Kim Soo-young : Yoo Ha pour 세운상가 키드의 사랑
- Prix de poésie Sowol : Moon Chung-hee pour 키 큰 남자를 보면
- Prix Woltan : Kim Ji-yeon pour 중단편어머니의 고리
- Prix Yi Sang : Yoon Dae-nyeong pour 천지간

## Danemark
- Prix Hans Christian Andersen : Uri Orlev (Israël)

## Espagne
- Prix Cervantes : José García Nieto
- Prix Prince des Asturies : Francisco Umbral
- Prix Nadal : Pedro Maestre Herrero (es), pour Matando dinosaurios con tirachinas (es)
- Prix Planeta : Fernando Schwartz, pour El desencuentro
- Prix national des Lettres espagnoles : Antonio Buero Vallejo
- Prix national de Narration : Manuel Rivas, pour ¿Que me queres, amor? (gl) — écrit en galicien.
- Prix national de Poésie : Felipe Benítez Reyes (es), pour Vidas improbables
- Prix national d'Essai : Luis González Seara, pour El poder y la palabra
- Prix national de Littérature dramatique : Sergi Belbel, pour Morir
- Prix national de Littérature infantile et juvénile : Fina Casalderrey (es), pour O misterio dos fillos de Lúa — écrit en galicien.
- Prix Adonáis de Poésie : Rosario Neira (es), pour No somos ángeles
- Prix Anagrama : Vicente Verdú, pour El planeta americano
- Prix Loewe : César Simón (es), pour Templo sin dioses
- Prix de la nouvelle courte Casino Mieres : Domingo Henares Martínez, pour Soledad de Entonces
- Prix d'honneur des lettres catalanes : Josep Benet i Morell (historien)
- Prix national de littérature de la Generalitat de Catalogne : Josep Palau i Fabre
- Journée des lettres galiciennes : Xesús Ferro Couselo
- Prix de la critique Serra d'Or : 
  - Josep Piera i Rubió, pour El paradís de les paraules, essai.
  - Marina Gustà, pour Els orígens ideològics i literaris de Josep Pla, étude littéraire.
  - Ricard Torrents i Bertrana (ca), pour Jacint Verdaguer, estudis i aproximacions, étude littéraire.
  - Josep de Calassanç Laplana i Puy (ca), pour Santiago Rusiñol, el pintor, l'home, biographie/mémoire.
  - Antoni Marí i Muñoz (es), pour El camí de Vincennes, roman.
  - Joan Brossa, pour Passat festes, recueil de poésie.
  - Jordi Parramon i Blasco (ca), pour la traduction de Métamorphoses d'Ovide.

## États-Unis
- National Book Award : 
  - Catégorie « Fiction » : Andrea Barrett pour Ship Fever and Other Stories (Fièvre)
  - Catégorie « Essais» : James P. Carroll pour An American Requiem: God, My Father, and the War that Came Between Us
  - Catégorie « Poésie » : Hayden Carruth pour Scrambled Eggs & Whiskey: Poems, 1991–1995
- Prix Agatha : 
  - Catégorie « Meilleur roman » : Sharyn McCrumb, pour If I'd Killed Him When I Met Him
  - Catégorie « Meilleure nouvelle » :
- Prix Hugo :
  - Prix Hugo du meilleur roman : L'Âge de diamant (The Diamond Age) par Neal Stephenson
  - Prix Hugo du meilleur roman court : La Mort du capitaine Futur (The Death of Captain Future) par Allen Steele
  - Prix Hugo de la meilleure nouvelle longue : À l'image des dinosaures (Think Like a Dinosaur) par James Patrick Kelly
  - Prix Hugo de la meilleure nouvelle courte : The Lincoln Train par Maureen F. McHugh
- Prix Locus :
  - Prix Locus du meilleur roman de science-fiction : L'Âge de diamant (The Diamond Age) par Neal Stephenson
  - Prix Locus du meilleur roman de fantasy : Le Compagnon (Alvin Journeyman) par Orson Scott Card
  - Prix Locus du meilleur roman d'horreur : Date d'expiration (Expiration Date) par Tim Powers
  - Prix Locus du meilleur premier roman : The Bohr Maker par Linda Nagata
  - Prix Locus du meilleur roman court : Remake (Remake) par Connie Willis
  - Prix Locus de la meilleure nouvelle longue : Quand meurent les vieux dieux (When the Old Gods Die) par Mike Resnick
  - Prix Locus de la meilleure nouvelle courte : The Lincoln Train par Maureen F. McHugh
  - Prix Locus du meilleur recueil de nouvelles : Quatre chemins de pardon (Four Ways to Forgiveness) par Ursula K. Le Guin
- Prix Nebula :
  - Prix Nebula du meilleur roman : Slow River par Nicola Griffith
  - Prix Nebula du meilleur roman court : Da Vinci Rising par Jack Dann
  - Prix Nebula de la meilleure nouvelle longue : L'Autre Bord (Lifeboat on a Burning Sea) par Bruce Holland Rogers
  - Prix Nebula de la meilleure nouvelle courte : A Birthday par Esther M. Friesner
- Prix Pulitzer :
  - Catégorie « Fiction » : Richard Ford pour Independence Day (Indépendance)
  - Catégorie « Biographie et Autobiographie » : Jack Miles pour God: A Biography
  - Catégorie « Essai » : Tina Rosenberg pour The Haunted Land: Facing Europe's Ghosts After Communism
  - Catégorie « Histoire » : Alan Taylor pour William Cooper's Town: Power and Persuasion on the Frontier of the Early American Republic
  - Catégorie « Poésie » : Jorie Graham pour The Dream of the Unified Field
  - Catégorie « Théâtre » : Jonathan Larson pour Rent

## Finlande
- Prix Aleksis-Kivi : Erno Paasilinna
- Prix Kalevi-Jäntti : Jari Ehrnrooth pour Asentoja
- Prix Eino-Leino : Risto Rasa
- Prix de la littérature de l'État finlandais : non décerné
- Prix littéraire de la ville de Tampere : Seppo Jokinen pour Koskinen ja siimamies, Helena Sinervo pour Sininen Anglia
- Prix Tollander : Erik Allardt
- Prix Rudolf-Koivu : non décerné
- Prix Topelius : Hannu Mäkelä pour Pönttölän väkeä
- Prix Mikael-Agricola : Seppo Loponen
- Médaille Anni-Swan : non décerné
- Prix d'écriture Juhana-Heikki-Erkko : Ville Ketola
- Médaille Kiitos kirjasta : Sisko Istanmäki pour Liian paksu perhoseksi
- Prix Arvid-Lydecken : Hannele Huovi pour Lasiaurinko
- Prix Kaarle : Harri Sirola
- Prix Pehr-Evind-Svinhufvud : Mauri Soikkanen pour Tarkkakätinen ampuja
- Prix du grand club du livre finlandais : non décerné
- Prix Pirkanmaan-Plättä : Jorma Kurvinen pour Susikoira Roi ja pelimies
- Prix Väinö Linna : non décerné
- Prix Pääskynen : non décerné
- Prix Atorox : Eeva-Liisa Tenhunen pour Ursa Amanda
- Prix Finlandia : Irja Rane pour Naurava neitsyt
- Prix Pikku-Finlandia : Antti Hynönen
- Prix Tieto-Finlandia : Pekka Kivikäs (fi) pour Kalliomaalaukset – muinainen kuva-arkistomme
- Prix Lea : Esko Salervo pour Keltainen veturi
- Prix Tähtivaeltaja : Harhainvalta par Mary Rosenblum
- Poeta Finlandiae : Paavo Haavikko[4]
- Prix de l'ours dansant : Bo Carpelan pour I det sedda
- Prix littéraire Helsingin-Sanomat : Juha K. Tapio pour Frankensteinin muistikirja
- Prix du livre chrétien de l'année : Ann-Christine Marttinen
- Prix Laivakello : Marita Hauhia
- Prix Runeberg : Agneta Ara pour Huset med de glömda dörrarna
- Prix Vuoden johtolanka : Hannu Vuorio (fi) pour Nyman

## France
- Prix Goncourt : Le Chasseur Zéro de Pascale Roze
  - Prix Goncourt du premier roman : Jubilations vers le ciel de Yann Moix
  - Prix Goncourt des lycéens : Instruments des ténèbres de Nancy Huston
- Prix Médicis : (ex æquo) Orlanda de Jacqueline Harpman et  L'Organisation de Jean Rolin
  - Prix Médicis étranger : (ex æquo) Himmelfarb de Michael Krüger et Sonietchka de Ludmila Oulitskaïa
  - Prix Médicis essai : L'Horreur économique de Viviane Forrester
- Prix Femina : Week-end de chasse à la mère de Geneviève Brisac
  - Prix Femina étranger : Demain dans la bataille pense à moi de Javier Marías
- Prix Renaudot : Un silence d'environ une demi-heure de Boris Schreiber
- Prix Interallié : Rhapsodie cubaine d'Eduardo Manet
- Grand prix du roman de l'Académie française : Les Honneurs perdus de Calixthe Beyala
- Grand prix de la francophonie : Abdou Diouf
- Prix des Deux-Magots : Barbe à papa d'Éric Neuhoff
- Prix du Roman populiste : L'Allumeuse d'étoiles d'Hervé Jaouen
- Prix du Livre Inter : Un secret sans importance d'Agnès Desarthe
- Prix France Culture : Suerte de Claude Lucas
- Grand prix RTL-Lire : Hymnes à l'amour d'Anne Wiazemsky
- Prix du Quai des Orfèvres : Gilbert Schlogel, pour Rage de flic
- Prix Jean-Monnet de littérature européenne du département de la Charente : Pierre Mertens pour Une paix royale[5]
- Grand prix des lectrices de Elle : Daniel Picouly, pour Le Champ de personne
- Grand prix de l'Imaginaire « Roman » : Maurice G. Dantec, pour Les Racines du mal
- Grand prix de l'Imaginaire « Roman étranger » : James Morrow, pour En remorquant Jéhovah
- Grand prix de l'Imaginaire « Nouvelle » : Georges-Olivier Châteaureynaud, pour Quiconque
- Grand prix de l'Imaginaire « Nouvelle étrangère » : Dan Simmons, pour Le grand amant
- Prix des libraires : Le Livre de saphir de Gilbert Sinoué
- Prix Novembre : Loués soient nos seigneurs de Régis Debray
- Prix Rosny aîné « Roman » : Maurice G. Dantec, pour Les Racines du mal
- Prix Rosny aîné « Nouvelle » : Serge Delsemme, pour Voyage organisé
- Prix de Flore : Michel Houellebecq, pour Le Sens du combat
- Prix Hugues-Capet : Jean-François Chiappe, pour Louis XV (Perrin)
- Prix mondial Cino-Del-Duca : Alain Carpentier
- Prix Terre de France : Gisèle Pineau pour L'exil selon Julia
- Prix RFO du livre : Gisèle Pineau pour L'Espérance-macadam

## Italie
- Prix Strega : Alessandro Barbero, Bella vita e guerre altrui di Mr Pyle, gentiluomo (Mondadori)
- Prix Bagutta : Raffaello Baldini (it), Ad nota, (Mondadori)
- Prix Campiello : Enzo Bettiza, Esilio
- Prix Napoli : Ermanno Rea, Mistero napoletano, (Einaudi)
- Prix Stresa : Enrico Fovanna (it), Il pesce elettrico, (Baldini & Castoldi)
- Prix Viareggio :
  - Ermanno Rea, Mistero napoletano
  - Alda Merini, Luisa Ballate non pagate

## Monaco
- Prix Prince-Pierre-de-Monaco : Jean Raspail

## Norvège
- Prix Brage :
  - Catégorie « Fiction pour adultes » : Bergljot Hobæk Haff, Skammen
  - Catégorie « Livre pour les enfants et la jeunesse » : Eirik Newth, Jakten på sannheten
  - Catégorie « Livre de non-fiction » :  Arild Stubhaug, Et foranskutt lyn. Nils Henrik Abel og hans tid
  - Catégorie « Ouverte » : Essai, Sven Kærup Bjørneboe pour Jerusalem, en sentimental reise
  - Catégorie « Prix d'honneur » : Kjell Askildsen

## Royaume-Uni
- Prix Booker : Graham Swift pour Last Orders (La Dernière tournée)
- Prix James Tait Black :
  - Fiction : Graham Swift pour Last Orders (La Dernière tournée) et Alice Thompson pour Justine
  - Biographie : Diarmaid MacCulloch: Thomas Cranmer: A Life
- Orange Prize for Fiction : Helen Dunmore pour A Spell of Winter (Un hiver enchanté)
- Prix WH Smith : Simon Schama pour Landscape and Memory (Le paysage et la mémoire)
- Prix John-Llewellyn-Rhys : Heading Inland de Nicola Barker
- Médaille Carnegie : Melvin Burgess pour Junk
- Prix Rose-Mary-Crawshay : 
  - Kate Flint pour The Woman Reader 1837-1914
  - Ruth Smith pour Handel's Oratorios and Eighteenth Century Thought
- Prix Somerset-Maugham : Alan Warner pour Morvern Callar

## Russie
- Palmyre du Nord : Andreï Bitov pour le roman Les Annoncés.
- Prix Booker russe : Andreï Sergueïev pour L'Album de timbres

## Suisse
- Prix Lipp Suisse : Gilbert Salem pour Le Miel du lac, Bernard Campiche éditeur